# Museo de Louviers
El  museo municipal de Louviers es un museo situado en Louviers (Eure) en un edificio del siglo XIX.
El museo presenta de junio a octubre de 2010 una exposición sobre Blanche Hoschedé en el marco del  Festival Normandie Impressionniste 2010.

## Colecciones
- Georges Wakhévitch, Léon-Jules Lemaître, Paul Jeuffrain,…

El museo presenta más de 38000 piezas, agrupadas en colecciones temáticas de cerámica, mobiliario, escultura, arqueología, pintura, fotografía, industria textil y etnología